# Orly Levy-Abekasis
Orly Levy-Abekasis (in ebraico אוֹרְלִי לֵוִי־אַבֵּקָסִיס‎?; Beit She'an, 11 novembre 1973) è una politica, modella e conduttrice televisiva israeliana.
È stata deputata alla Knesset per la prima volta alla Knesset nel 2009 come rappresentante di Yisrael Beiteinu sino al 2017, quando si è iscritta al gruppo degli indipendenti. Nel 2019 ha fondato il partito, Gesher, per partecipare alle elezioni dell'aprile 2019. Sebbene il partito non abbia ottenuto seggi, è stata rieletta alla Knesset alle elezioni del settembre 2019, in cui Gesher era in coalizione con il Partito Laburista Israeliano. Nel maggio 2020 è stata nominata ministra per l'Empowerment e l'Avanzamento della Comunità, dal Primo Ministro Benjamin Netanyahu, che ha istituito per il dicastero.

## Biografia
È nata a Beit She'an, da una famiglia ebrea marocchina. È stata la nona dei dodici figli dell'ex ministro degli Esteri David Levy, di origine marocchina.
Ha prestato il servizio militare nell'aeronautica israeliana e in seguito si è laureata in giurisprudenza presso il collegio privato IDC Herzliya (oggi denominato Reichman University).
È sposata con Lior Abekasis. Ha quattro figli e risiede con la famiglia nel kibbutz Mesilot. Suo fratello Jackie è stato sindaco di Beit She'an per il Likud.

### Carriera televisiva e di modella
Ha lavorato come modella e conduttrice televisiva locale.

### Carriera politica
Alle elezioni del 2009, si è candidata nella lista del Yisrael Beiteinu, classificandosi sesta per numero di preferenze, ed è entrata alla Knesset dopo che il partito ha ottenuto quindici seggi. Durante il suo primo mandato, ha ricoperto la carica di vicepresidente della Knesset e di presidente della commissione per i diritti del fanciullo.
Alle elezioni del 2013, è stata la sedicesima più votata nella lista dell'alleanza Likud Beiteinu ed è entrata alla Knesset, dopo che il partito ha ottenuto 31 seggi. È stata riconfermata presidente del Comitato per i diritti del fanciullo.
Nel gennaio 2015 è stato annunciato che sarebbe stata seconda nella lista Yisrael Beiteinu per le elezioni del marzo 2015.
Nel maggio 2016 ha annunciato l'uscita da Yisrael Beiteinu a causa della scarsa attenzione agli affari sociali nei negoziati del partito per l'ingresso nel governo di coalizione. È diventata ufficialmente indipendente il 15 marzo 2017. A causa dell'uscita da Yisrael Beiteinu durante il mandato, non ha potuto candidarsi alle elezioni successive a causa del regolamento della Knesset.
Nel marzo 2018 ha annunciato l'intenzione di formare un nuovo partito. Nel dicembre 2018, ha chiamato il partito Gesher, ridando vita al nome del partito fondato da suo padre nel 1996.
Alle elezioni dell'aprile 2019, Gesher non ha raggiunto la soglia di sbarramento. A causa della mancata formazione del nuovo governo, la Knesset appena eletta si è sciolta nel maggio 2019 e sono state indette elezioni lampo per settembre.
Il 18 luglio 2019, Gesher ha formato un'alleanza elettorale con i laburisti e è stata inserita al secondo posto nella lista congiunta. È stata rieletta alla Knesset, grazie alla conquista di sei seggi da parte dell'alleanza.
Nel maggio 2020, dopo aver firmato un accordo di coalizione con il Likud, è stata nominata capo del neonato Ministero per il potenziamento e l'avanzamento della comunità.
Alle elezioni del 2021, è stata inserita al ventiseiesimo posto nella lista del Likud e ha mantenuto il suo seggio alla Knesset, dato che il Likud ha ottenuto trenta seggi.
Alle elezioni del 2022, è stata inserita al cinquantesimo posto nella lista del Likud e non è stata eletta, dato che il Likud ha ottenuto trentadue seggi.